# Campionati africani di atletica leggera 2012 - 3000 metri siepi maschili
La specialità dei 3000 metri siepi ai campionati africani di atletica leggera di Porto-Novo 2012 si è svolta il 29 giugno 2012 presso lo Stade Charles de Gaulle di Porto-Novo, in Benin.
La gara è sta vinta dal botswano Kabelo Kgosiemang.

## Medagliere
| Oro     | Abel Mutai Kenya              |
| Argento | Wilson Kipkemboi Maraba Kenya |
| Bronzo  | Benjamin Kiplagat Uganda      |

## Programma
| Data           | Ora   | Evento |
| -------------- | ----- | ------ |
| 29 giugno 2012 | 16:50 | Finale |

## Risultati

### Finale
| Class   | Nome                    | Nazione   | Tempo   | Note             |
| ------- | ----------------------- | --------- | ------- | ---------------- |
| Oro     | Abel Mutai              | Kenya     | 8'16"05 |                  |
| Argento | Wilson Kipkemboi Maraba | Kenya     | 8'16"96 |                  |
| Bronzo  | Benjamin Kiplagat       | Uganda    | 8'18"73 |                  |
| 4       | Nahom Mesfin            | Etiopia   | 8'20"23 |                  |
| 5       | Tafese Soboka           | Etiopia   | 8'26"33 |                  |
| 6       | Habtamu Jaleta          | Etiopia   | 8'29"03 |                  |
| 7       | Ruben Ramolefi          | Sudafrica | 8'29"53 |                  |
| 8       | Jacob Araptany          | Uganda    | 8'48"12 |                  |
| 9       | Tumelo Motlagale        | Sudafrica | 9'06"11 |                  |
| 10      | Malaba Tchendo          | Togo      | 9'13"35 |                  |
| 11      | Mahomet Adam            | Benin     | 9'21"21 | Record nazionale |
| 12      | Harouna Garba           | Niger     | 9'46"28 |                  |